# Armée populaire de libération
Pour les articles homonymes, voir Armée chinoise (homonymie), Armée populaire, Armée de libération, APL et Armée rouge (homonymie).
L'Armée populaire de libération (APL, chinois simplifié : 中国人民解放军 ; chinois traditionnel : 中國人民解放軍 ; hanyu pinyin : Zhōngguó Rénmín Jiěfàng Jūn, soit littéralement Armée de libération du peuple chinois) fut fondée sous le nom d'Armée rouge chinoise (chinois simplifié : 红军 ; chinois traditionnel : 紅軍 ; pinyin : Hóngjūn) par le Parti communiste chinois le 1er août 1927 au tout début de la guerre civile qui l'opposa au Kuomintang. Après la guerre sino-japonaise, les troupes communistes furent rebaptisées Armée populaire de libération. C'est depuis le nom officiel de l'armée nationale de la république populaire de Chine. Avec plus de deux millions de soldats actifs, l'APL est depuis la disparition de l'Armée rouge (soviétique) la plus grande du monde en termes d'effectifs. L'APL est composée depuis le 19 avril 2024 de quatre services : l'armée de terre, la marine, la force aérienne, la Force des missiles (auparavant Second corps d’artillerie); et de quatre armes: la Force de soutien logistique interarmées (zh), la Force aérospatiale (en), la Force cyberspatiale (en) et la Force de soutien d'information (en), ces trois dernières étant issues de la dissolution de la Force de soutien stratégique (créée en 2016),,. L'APL est supportée par la Police armée du peuple (880 000 policiers) et la milice. L'insigne de l'Armée populaire de libération se compose d'une étoile rouge portant les caractères chinois « 八一 » (« 8-1 »), en référence au 1er août (1927), date de la création de l'Armée rouge chinoise lors du soulèvement de Nanchang.

## Présentation

Insigne de l'Armée populaire de libération.

Après avoir été surtout une armée de masse grâce à la conscription depuis la création de la république populaire de Chine, elle entame depuis les années 1990 une reconversion pour réduire son personnel, avoir des unités professionnelles et pour obtenir des armements technologiquement évolués. En 1949, l’armée chinoise comptait 5,5 millions de soldats. Depuis le milieu des années 1970, les effectifs militaires sont passés de 4,24 millions de soldats à 3,24 millions en 1987, à 3,12 millions en 1990. En 2014, l’APL comptait 2,11 millions de soldats, restant ainsi la première armée mondiale (avec 3,25 millions de réservistes). Le 3 septembre 2015, le président Xi Jinping annonce une réduction des effectifs de 300 000 d'ici une date non précisée
La Chine est actuellement l'un des plus gros importateurs d'armements de la planète et l'industrie de l'armement de la république populaire de Chine est (par le nombre d'employés, non par la production) le premier complexe militaro-industriel du monde. Son rôle géostratégique consiste, depuis les années 1960, à dissuader les superpuissances de s'attaquer militairement à la RPC, de pouvoir intervenir dans les États frontaliers en cas de besoin, et de lutter contre le séparatisme et autres menaces pouvant peser sur la mainmise du PCC sur la Chine.
En 2015, un site estime que ses effectifs globaux s'élevaient à 2 333 000 militaires actifs, 9 150 chars, 4 788 blindés, 2 860 avions, 908 hélicoptères, 180 navires de guerre et 493 autres bâtiments de soutien (logistique, bâtiments amphibies…).
La Chine disposait d'environ 400 armes nucléaires, d'une trentaine d'ICBM et de SLBM, 100 missiles de portée intermédiaires, 600 missiles balistiques moyenne portée avec des charges classiques ou nucléaires, dont un certain nombre serait pointés sur Taïwan où les Forces armées de la république de Chine ont une posture défensive face à celle du continent. Cependant, d'autres études incluant celles pour le « Centre d'Études de non-prolifération » suggèrent que ces évaluations sont énormément sous-estimées.
Elle dispose également de plusieurs satellites de communications et satellites de reconnaissance Fanhui Shi Weixing.

## Historique

Drapeau de l'Armée rouge chinoise, années 1930.

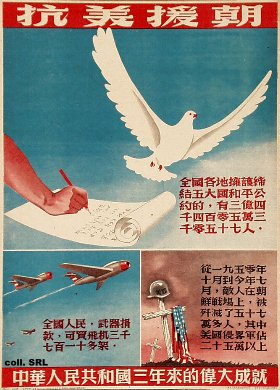
Affiche de propagande demandant des volontaires pour la guerre de Corée.

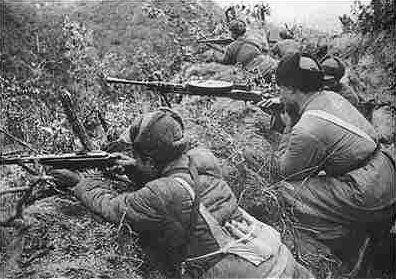
Fantassins chinois en 1952 durant la guerre de Corée.

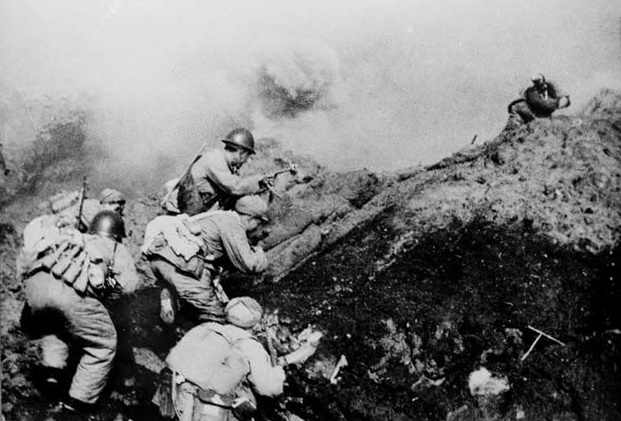
Troupes communistes attaquant des positions nationalistes lors de la bataille des Îles Yijiangshan les 18-20 janvier 1955.

- 1er août 1927 : soulèvement de Nanchang, des troupes du Guomindang se soulèvent contre leur hiérarchie et s'allient au Parti communiste chinois, c'est la création de l'Armée populaire de libération.
- 1927 – 1949 : guerre civile chinoise en plusieurs phases entrecoupées de trêves.
- Création de l'Armée rouge chinoise.
- 1928 : incident de Jinan, le Japon intervient contre le Guomindang pour empêcher la réunification chinoise.
- 18 septembre 1931 : conquête de la Mandchourie par le Japon, Puyi devient empereur du Manzhouguo contrôlé par le Japon.
- 1937 – 1945 : guerre sino-japonaise.
- 1937 : deuxième front uni : les troupes communistes sont intégrées à l'Armée nationale révolutionnaire du Guomindang et forment en son sein la huitième armée de route et la Nouvelle Quatrième armée, mais conservent un commandement séparé.
- 1945 – 1949 : fin de la guerre civile chinoise, la majorité des forces armées de la république de Chine intègre les rangs de l'armée communiste (rebaptisée Armée populaire de libération) lors de son entrée à Pékin, une partie se réfugie sur Taïwan épaulée par les États-Unis.
- 1948 : blocus total de la ville de Changchun en Mandchourie par l'APL qui provoqua, selon l'historien Frank Dikötter[12], la mort de 160 000 civils[N 1].
- 1949 : Invasion/Libération du Turkestan oriental par la république populaire de Chine.
- 25 octobre 1950 : 54 divisions de « volontaires » chinois commencent à participer à la guerre de Corée sous le nom de l'Armée des volontaires du peuple chinois (中国|人民|志愿|军, 中國|人民|志願|軍, Zhōngguó Rénmín Zhìyuàn Jūn). Les pertes humaines des forces chinoises entre 1950 et 1953 sont estimées à 420 000 tués et disparus[13].
- 15 octobre 1950 : début de l'intervention militaire chinoise au Tibet[14].
- 1954 – 1955 : première crise du détroit de Taïwan, prise de plusieurs iles tenues par les nationalistes.
- 1958 : deuxième crise du détroit de Taïwan, bombardements de îles de Jinmen (Quemoy) et Matsu sur la côte du Fujian restées sous le contrôle du Guomindang après sa retraite vers Taïwan et violents accrochages navals et aériens avec les forces armées de la république de Chine.
- 1959 – années 1960 : répression du soulèvement tibétain de 1959.
- 1962 :
  - guerre sino-indienne, La RPC qui conteste la souveraineté indienne sur 90 000 km2 de territoire dans le Cachemire fait une incursion en force 20 km au-delà de la frontière, puis se retire. Les États-Unis et l'Union soviétique interviennent pour arrêter le conflit. L'Inde s'incline et cède la région d'Aksai Chin (33 000 km2) dans l'Est du Cachemire indien. Lancement par l'Inde de son programme nucléaire à la suite de cette agression.
  - Revendication par la Chine de la province d'Arunachal Pradesh (Nord-Est de l'Inde).
- 16 octobre 1964 : premier essai d'une bombe A dans le désert du Lop Nor.
- Entre octobre 1965 et mars 1968 : environ 320 000 soldats chinois sont envoyés pour aider le Nord-Viêt Nam dans les tâches de défense aérienne, de génie et de logistique. Plus de 1 400 d'entre eux ont été tués.

- 28 janvier 1967 : L’anarchie créée par la révolution culturelle (lancée par Mao Zedong) oblige celui-ci à recourir à l'armée pour ramener l'ordre en Chine, alors au bord de la guerre civile.
- 29 juillet 1968 : l'armée investit les universités et disperse le mouvement des Gardes Rouges : fin de la révolution culturelle.
- 1969 : conflit frontalier avec l'URSS ; plusieurs centaines de victimes de part et d'autre.
- Du 17 février au 16 mars 1979 : guerre sino-vietnamienne, l'Armée populaire de libération tente d'envahir le Nord du Viêt Nam avec 170 000 hommes pour la punir d'avoir envahi le Cambodge. La chine réalise ses buts de guerre qui était de détruire les bases militaires vietnamiennes le long de la frontière chinoise : 26 000 tués et 37 000 blessés chinois, 30 000 morts et 32 000 blessés du côté vietnamien.
- Janvier 1987 : Incidents de frontière entre la république populaire de Chine et le Viêt Nam (600 morts dans les rangs chinois et 500 chez les Vietnamiens).
- 1989 : répression violente des manifestations de la place Tian'anmen.

## Missions

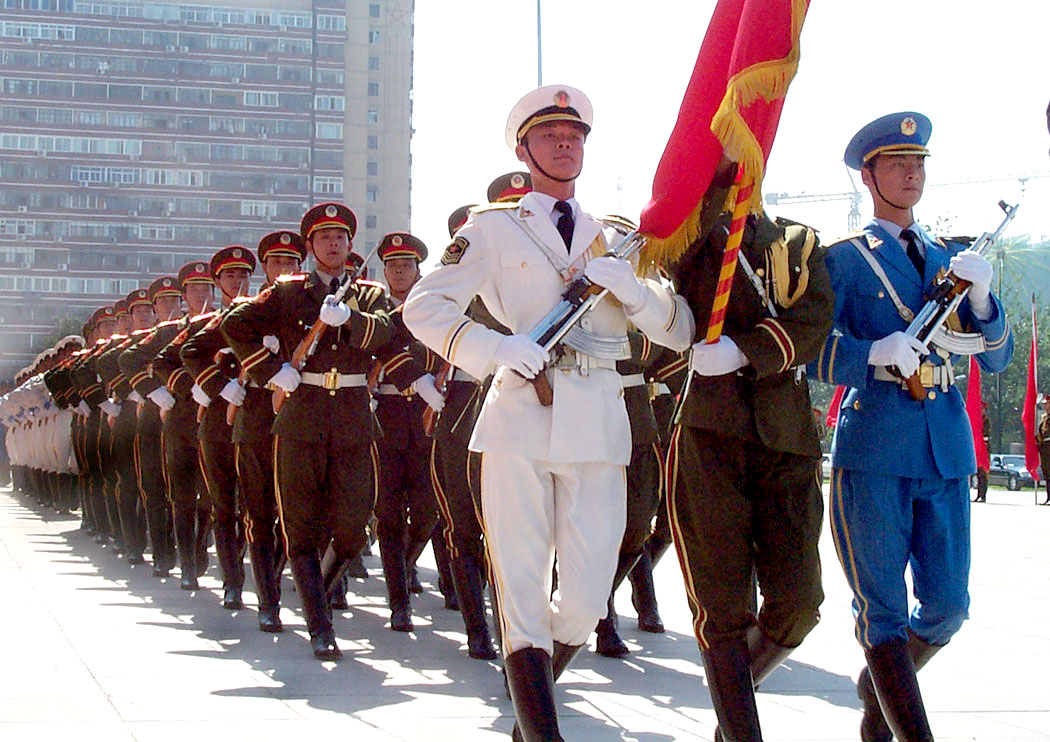
Parade de l'APL.

Depuis le 17e congrès du Parti communiste chinois qui s'est tenu en 2007, les quatre « missions historiques » de l’APL sont incluses dans la Constitution de la république populaire de Chine :
- garantir la position du parti au pouvoir ;
- garantir la « période d’opportunité stratégique pour le développement national » ;
- donner un « soutien stratégique pour la défense des intérêts nationaux » ;
- jouer « un rôle important dans la sauvegarde de la paix mondiale et la promotion du développement mutuel »[15].

## Contrôle politique

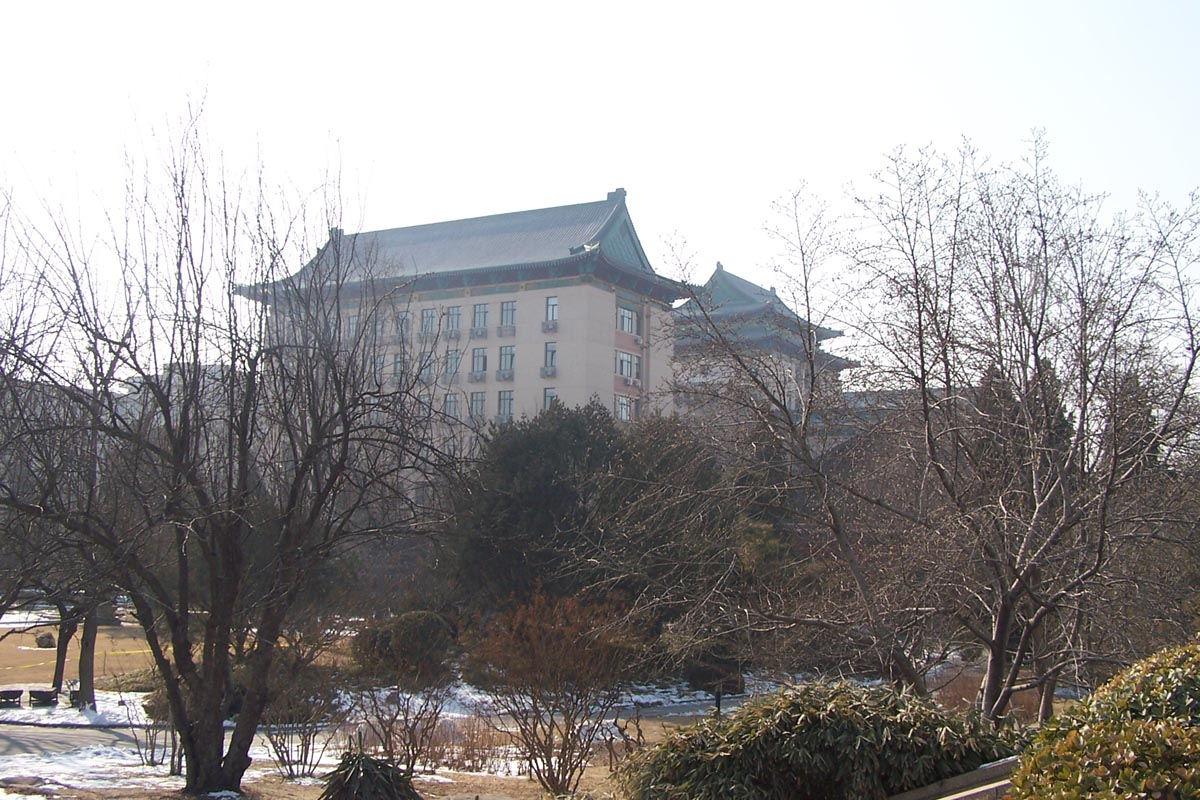
Siège du ministère de la Défense nationale.

L'armée est sous le contrôle de la Commission militaire centrale. Bien qu’il existe un ministère de la Défense nationale en Chine, celui-ci ne s'occupe que des relations avec les militaires étrangers et n’a aucun pouvoir de commandement. La Corée du Nord, dirigée de facto par le Comité de la défense nationale, et le Viêt Nam sont parmi les rares nations à présenter une structure comparable. Cependant le contrôle du politique sur le militaire est loin d'être garanti en Chine. L'armée disposant d'un pouvoir propre, elle cherche à s'émanciper du pouvoir politique. Ses postures extrêmement nationalistes, parfois même agressives, ont souvent compliqué les relations extérieures de la Chine, notamment vis-à-vis de ses voisins et des États-Unis.
Selon les règlements du programme de 2007, pour les troupes dont la proportion de l'entraînement militaire et de l'éducation politique est de 70 % contre 30 % ou de 80 % contre 20 %, le temps de l'éducation idéologique et politique est respectivement de 54 et 42 jours par an. L'armée chinoise se sert du système théorique du socialisme à la chinoise.

## Budget de la défense
Les forces armées ayant de grands intérêts dans l'industrie chinoise avec le contrôle de quinze mille entreprises (usines d'armement, banques, agences de voyages et même casinos), il est malaisé de connaître le budget de la défense de la république populaire de Chine, les chiffres officiels indiquent qu'il est aux alentours de 1,4 % du PIB et de 7 à 8 % du budget de l'État. L'importation de matériel étranger n'est pas compris dans le budget officiel.
Le budget de la défense officiel chinois est en constante augmentation depuis les années 1990 et classe désormais au deuxième rang mondial derrière le budget des États-Unis avec en 2008, selon le SIPRI, 5,8 % des dépenses de défense mondiale soit 84,9 milliards de dollars soit une augmentation 194 % entre 1999 et 2008.
Il est passé de 14,7 milliards de dollars en 2000 à 283,8 milliards de yuans (soit 28,6 de milliards de dollars US) en 2006, 355,4 milliards de yuans (soit 48,65 milliards de dollars) en 2007, 417,7 milliards de yuans en 2008, 480,68 milliards de yuans (près de 56 milliards d'euros) en 2009 — soit, selon le gouvernement chinois, 1,4 % du PIB en 2008 —, 532,115 milliards de yuans en 2010 (77,9 milliards de dollars), soit en parité de pouvoir d'achat avec le budget américain environ 400 milliards de dollars, 106,7 milliards de dollars en 2012, 114 milliards de dollars en 2013. En 2017, le budget de la défense est de 1 000 milliards de yuans soit 140 milliards d'euros, ce qui représente une hausse de 7 % par rapport à l'année précédente, et en fait le deuxième budget militaire mondial derrière les États-Unis. En 2018, il sera de 1 107 milliards de yuans, soit environ 141 milliards d'euros au taux de change de mars 2018.
Il s'est inscrit en hausses de respectivement 17,1 % en 2001, 17,6 % en 2002, 9,6 % en 2003, 11,6 % en 2004, 17,6 % en 2008, 14,8 % en 2009, 13 % en 2010, 10,7 % en 2013. En 2015, il atteint un montant 40 fois supérieur à celui de 1990. En 2018, l'augmentation est de 8,1%.
Il ne prend pas en compte les achats à but militaire passés dans les industries civiles, la construction et la CIA l'estime en 2007 entre 80 et 120 milliards de dollars.
Pendant de nombreuses années, une grande partie de l'augmentation annuelle du budget rapporté officiel de la Chine a été absorbée par les taux d'inflation élevé. Cependant, le plus grand problème dans l'estimation des dépenses de défense découle de méthodes comptables inadéquates par l'Armée populaire de Libération (APL). Des fonctions budgétés sont cachés sous la construction, les frais administratifs, et sous des organismes d'État tels que l'ancienne commission de la science, de la technologie et de l'industrie pour la défense nationale. Les autres sources de revenus en dehors du budget de la défense nationale comprennent les frais officiels du gouvernement local et régional pour les contributions locales de l'armée, les pensions, l'entretien des milices et des revenus hors budget des entreprises commerciales et les industries de défense appartenant à l'armée, ainsi que les revenus provenant des ventes d'armes internationales. Ainsi, le SIPRI a évalué le budget de défense de 2013 de la Chine à 188 milliards de dollars au lieu de 114 milliards de dollars officielles.
Malgré ces énormes dépenses militaires, il y a un consensus que la capacité opérationnelle de l’armée chinoise est loin derrière celle des États-Unis. Certains analystes occidentaux considèrent l’APL comme encore « un dragon de papier ». Cependant, d'autres analystes notent que, malgré les lacunes dans la coordination opérationnelle, les personnels de l'APL (en 2015) sont aussi bien instruits que leurs homologues américains — un facteur important quand la technologie est devenue de plus en plus importante dans la guerre moderne. Pour améliorer l'efficacité de l'APL, un centre de commandement des opérations militaires tripartite a été établi pour la première fois en 2014, pour améliorer les tactiques et la stratégie. Ces mesures améliorent l'équilibre entre les forces armées de la Chine, et réduisent le nombre de personnel non-combattant. Plus important, les bases d'une commande et le contrôle du réseau de style occidental a émergé: Xi a créé une autorité de commandement des opérations conjointes en vertu de la Commission militaire centrale et un système de commandement opérationnel conjoint de théâtre.

## Armée de terre
Pour un article plus général, voir Armée de terre chinoise.

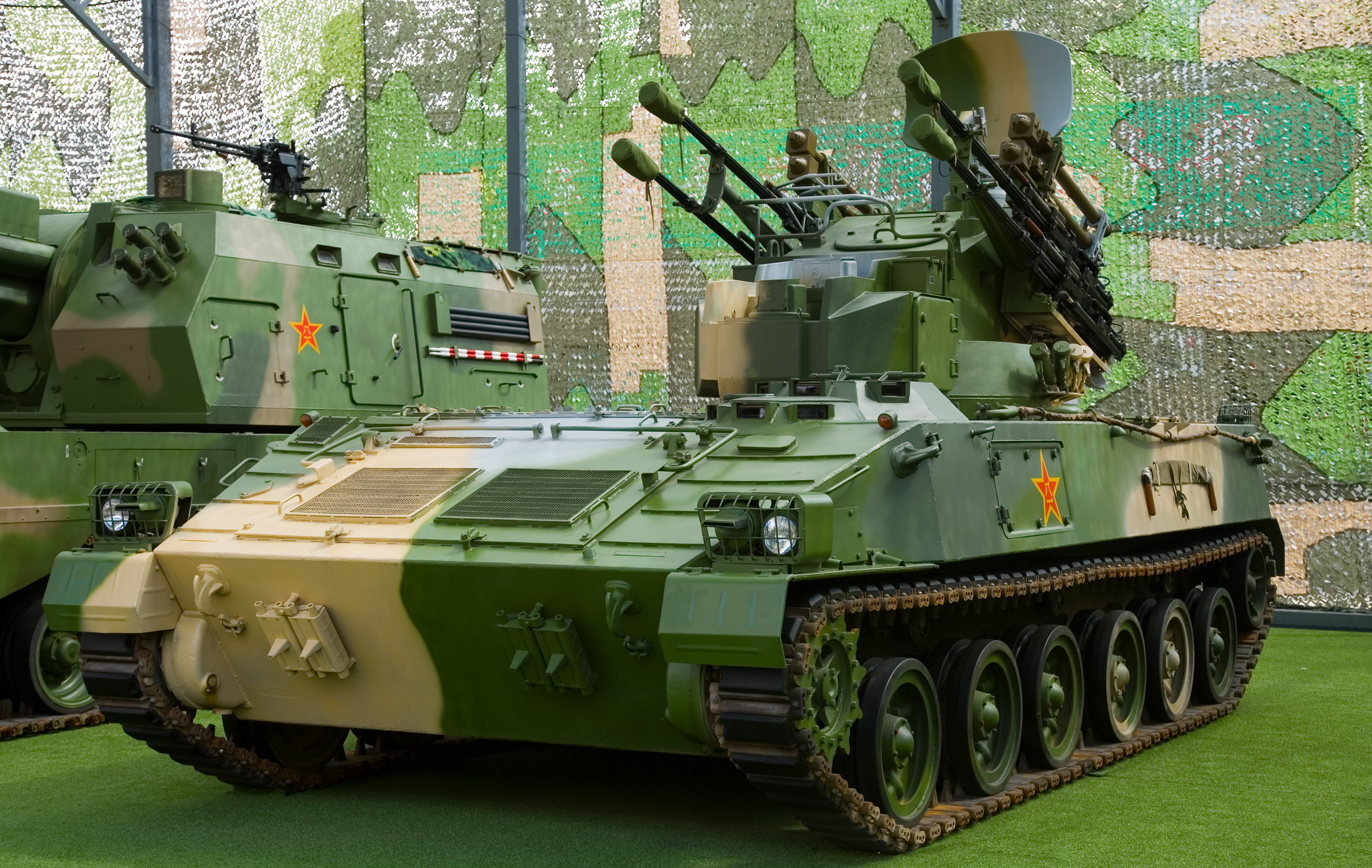
Véhicule de défense antiaérienne PGZ-95 exposé à côté d'un obusier automoteur en 2007.

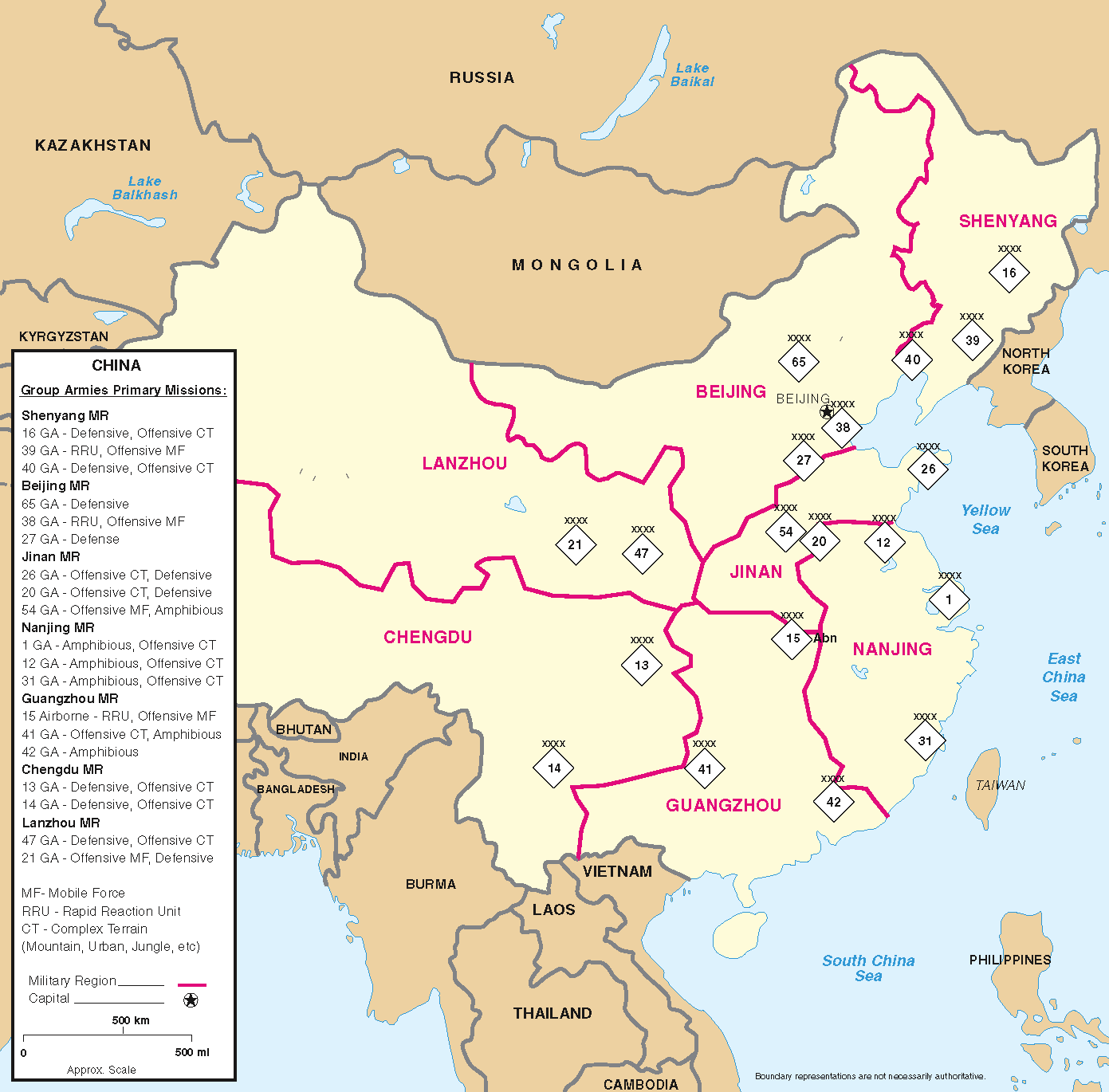
Les 18 groupes d'armées et leurs missions primaires sur les 7 régions militaires chinoises en 2006. Depuis avril 2017, une réorganisation passe le nombre de groupes d'armées à 13 et le nombre de régions à 5.

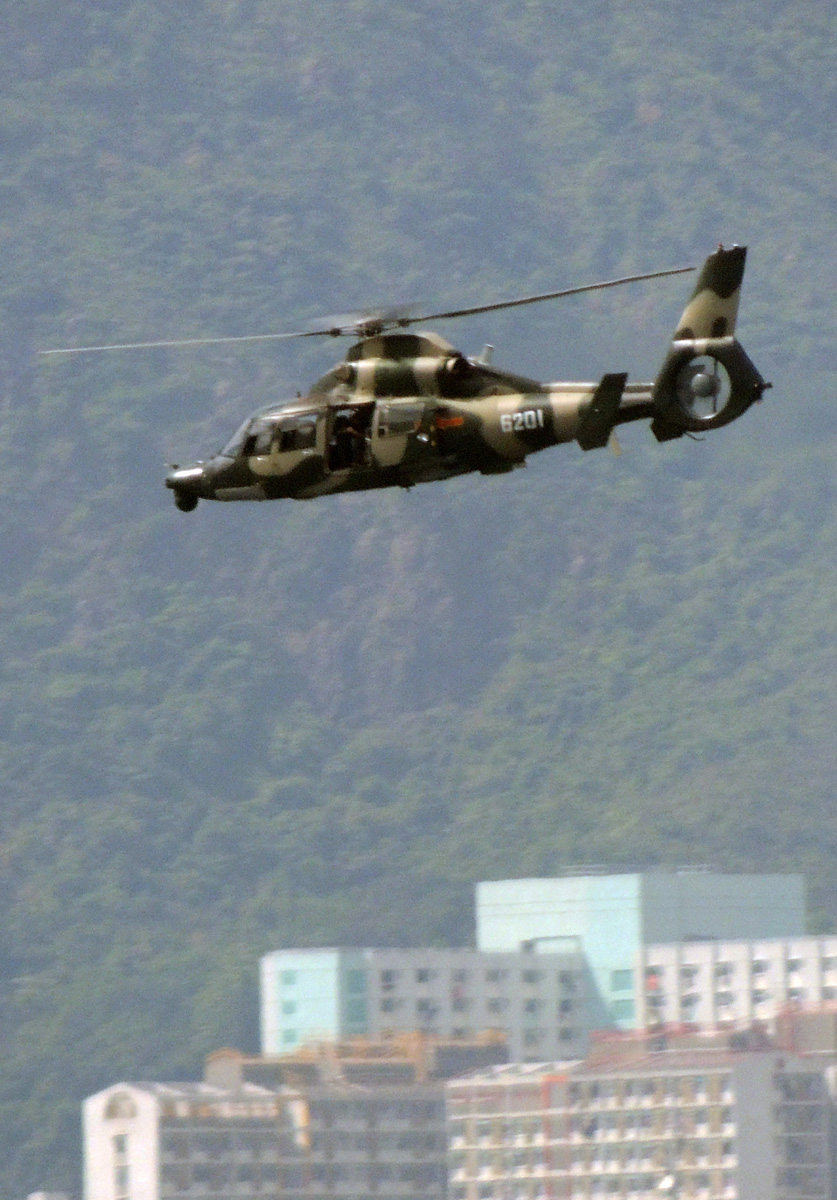
Un Harbin Z9 de la garnison de Hong Kong en 2012.

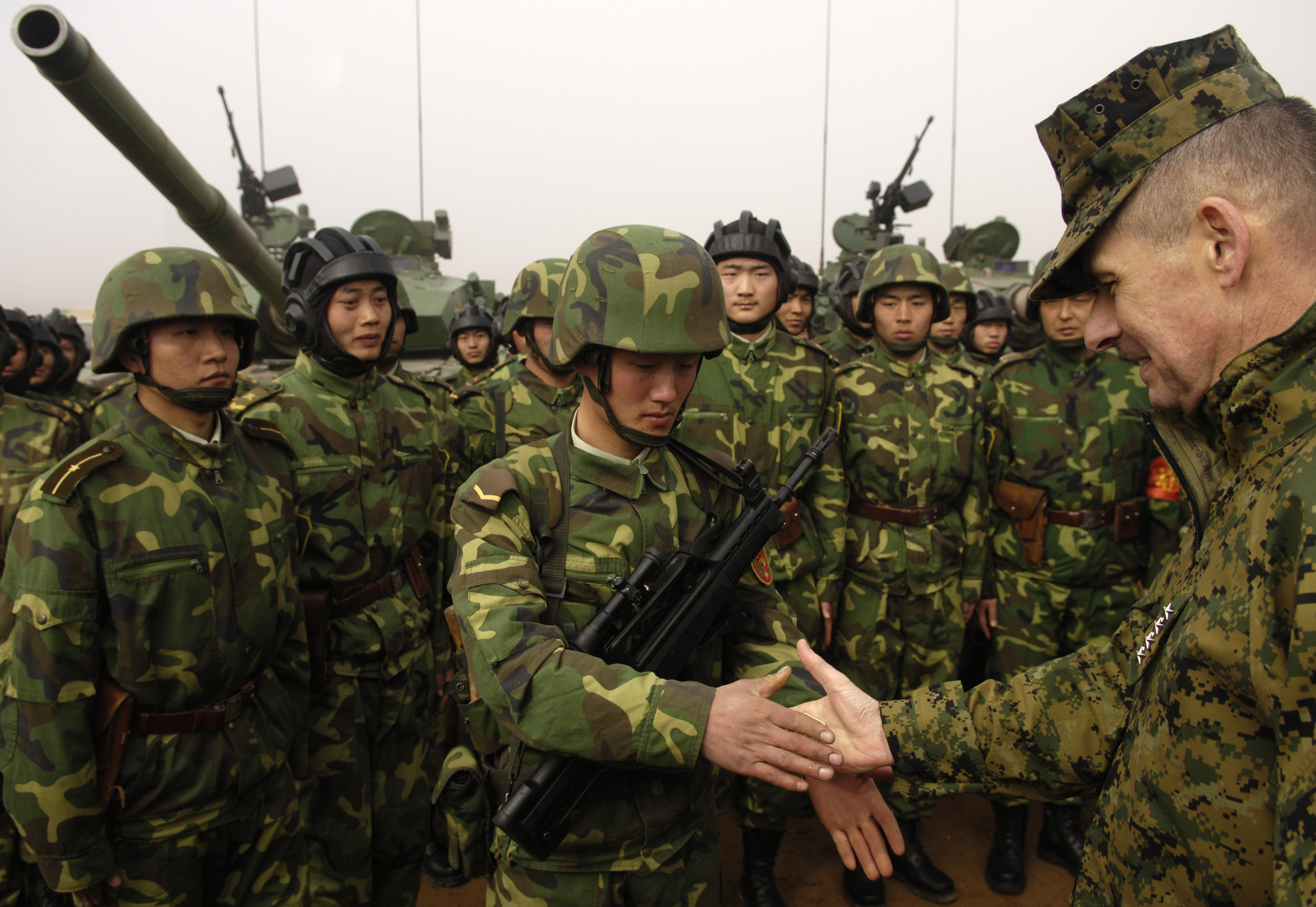
Le chef d'état-major des armées des États-Unis Peter Pace rencontrant des tankistes chinois armés de QBZ-95.

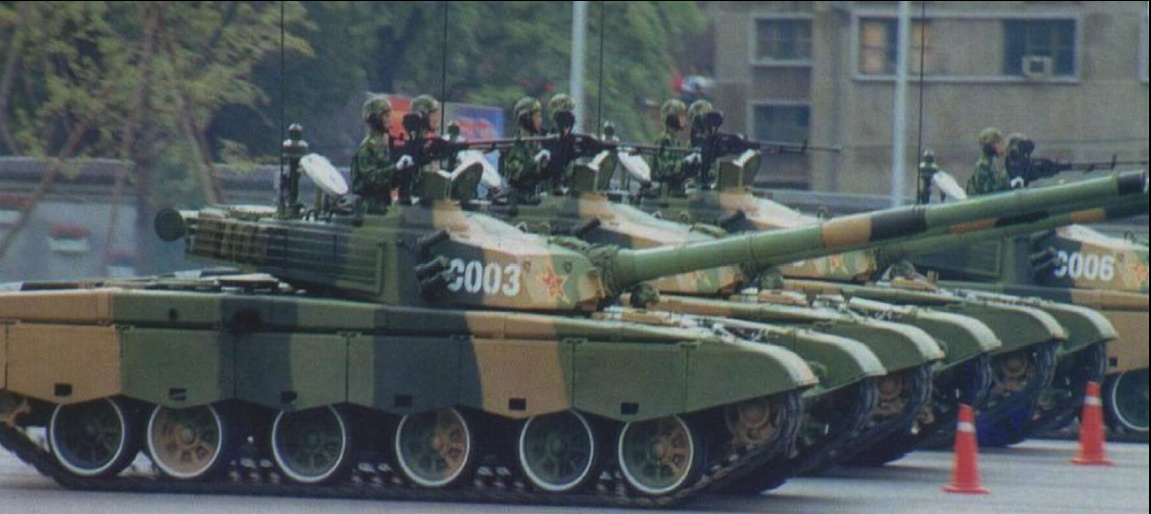
Défilé de chars Type 99.

L'armée de terre n'avait pas d'organe directeur indépendant jusqu’à la formation, le 1er janvier 2016, du Commandement général de l'armée sous le contrôle direct de la Commission militaire centrale. Le premier commandant du Commandement général de l'Armée de terre est le général Li Zuocheng. Ce sont les quatre départements généraux qui en assumaient la direction (personnel, politique, logistique, armement).
Chacune des sept régions militaires — avant avril 2017 ou ce nombre est passé à 5 —, Shenyang, Beijing, Lanzhou, Jinan, Nanjing, Guangzhou et Chengdu, dirige directement les troupes des différentes armes de l'armée de terre, les unités logistiques et les régions militaires provinciales (ou zones de garnison) placées sous son autorité.
À la fin des années 1970, les forces terrestres représentent environ 3,6 millions d'hommes répartis entre les forces de bataille, les forces territoriales et la milice populaire. Le corps de bataille se compose alors d'environ 40 corps d'armée et d'unités indépendantes dont 10 à 12 divisions blindées. L’armée de terre chinoise a subi une profonde mutation à la fin des années 1990, la faisant passer d'une armée de masse dotée d'un matériel abondant mais de qualité aléatoire, à une armée de métier dotée de technologies avancées.
Son effectif est dans les années 2000 de 1,4 à 1,6 million d’hommes. En 2013, un livre blanc gouvernemental dénombre de 850 000 soldats dans l'armée de terre. En 2015, il est estimé à 1,25 million de militaires.
Voici son ordre de bataille :
|                                   | 2006  | 2013  | 2015  |
| --------------------------------- | ----- | ----- | ----- |
| Groupes d’armées (créé en 1985)   | 18    | 18    | 18    |
| Divisions d’infanterie            | 19    | 15    | 12    |
| Brigades d’infanterie             | 24    | 16    | 23    |
| Divisions d’infanterie mécanisées | 4     | 6     | 7     |
| Brigades d’infanterie mécanisées  | 5     | 17    | 25    |
| Divisions blindées                | 9     | 1     | 1     |
| Divisions d’artillerie            | nc    | 2     | 0     |
| Brigades d'artillerie             | nc    | 17    | 22    |
| Divisions parachutistes           | 3     | 3     | 3     |
| Divisions amphibies               | 2     | 2     | 2     |
| Chars                             | 6 700 | 7 000 | 6 947 |
| Pièces d’artillerie               | 7 400 | 8 000 | 7 953 |

L'aviation des forces terrestres de l'Armée populaire de libération en service depuis janvier 1988 rassemble les unités d'hélicoptères et l'aviation légère de cette armée.

### Missiles balistiques
La Chine a en 2008, selon le département de la Défense des États-Unis, le programme de missiles balistiques et de croisière le plus actif du monde.
En 2008, on estime qu'entre 1 050 et 1 150 missiles balistiques courte portée DongFeng 15 (en) (code OTAN : CSS-6) et DongFeng 11 (en) (CSS-7) à charge conventionnelle ou nucléaire sont déployés face à Taïwan contre entre 990 et 1 070 en novembre 2007.
Depuis 2004–2005, le DongHai 10 (DH-10), un missile de croisière lancé depuis un véhicule terrestre est en service ; en 2008, leur nombre est estimé entre 150 et 350.
La version antinavire du missile balistique DF-21D aurait effectué un essai réussi en janvier 2011 en coulant un navire déplaçant 12 700 t. après un tir de plus de 1 500 km depuis un lanceur mobile, cela constituant une dissuasion conventionnelle face aux marines étrangères.
En septembre 2014, la Chine a conduit un test de vol de son missile DF-31B, une version améliorée du DF-31A avec une distance estimée de 10 000 km.
Depuis le 1er janvier 2016, l'ensemble des missiles balistiques stratégiques ont été placés sous le commandement de la Force des missiles de l'Armée populaire de libération.

### Forces spéciales, unités parachutistes et services de renseignement
Peu d’informations sont disponibles concernant les forces spéciales de l’APL. L’immense réservoir humain à la disposition des autorités militaires chinoises a permis, sans aucun doute, de constituer un nombre important de telles unités. Vu la doctrine maoïste d'armée du peuple, le concept de forces spéciales élitistes est apparu relativement récemment dans la doctrine chinoise, les premiers groupes ayant été formés dans les années 1980.
D’après plusieurs sources d’information, il semblerait en 2000 que l’APL aligne deux groupes indépendants d’opérations spéciales, qui porteraient la dénomination de 6e et 8e groupes. Ceux-ci dépendent probablement pour emploi de l’état-major général de l’APL. Il existerait, d’autre part, douze détachements autonomes, également indépendants, de forces dites spéciales. Ceux-ci pourraient être placés soit sous l’autorité des grands commandements des régions militaires disposant chacune d'une de ses unités, soit sous celle de l’état-major général de l’APL, même si la première hypothèse semble plus probable. Tout porte à croire que ces unités sont de type commando ou ranger, donc chargées en premier lieu des actions directes en profondeur. Dans le même temps, la police armée du peuple avait au moins deux organisations anti-terroristes dédiées de taille à peu près similaire.
Entre 2000 et 2015, le nombre et l'effectif des forces spéciales a doublé. Voici la liste de ces unités en 2015.
| Région militaire/Service  | Subordination                           | Brigades, groupe, régiment ou fendui                     |
| ------------------------- | --------------------------------------- | -------------------------------------------------------- |
| Shenyang                  | 16e groupe d'armée                      | Brigade                                                  |
| Shenyang                  | 39e groupe d'armée                      | Groupe                                                   |
| Pékin                     | 38e groupe d'armée                      | Brigade                                                  |
| Lanzhou                   | 21e groupe d'armée                      | Brigade                                                  |
| Lanzhou                   | Région militaire du Xinjiang            | Régiment                                                 |
| Jinan                     | 26e groupe d'armée                      | Brigade                                                  |
| Nanjing                   | 12e groupe d'armée                      | Brigade                                                  |
| Nanjing                   | 31e groupe d'armée                      | Brigade                                                  |
| Guangzhou                 | 42e groupe d'armée                      | Brigade                                                  |
| Chengdu                   | 13e groupe d'armée                      | Brigade                                                  |
| Chengdu                   | Région militaire du Tibet               | Groupe                                                   |
| Marine                    | Flotte de la mer du Sud                 | Régiment                                                 |
| Marine                    | Deux brigades d'infanterie de marine    | Fendui                                                   |
| Force aérienne            | 15e armée aéroportée                    | Groupe                                                   |
| Second corps d'artillerie | /                                       | Groupe ou régiment                                       |
| Police armée du peuple    | Corps général de Pékin, 13e détachement | Unité commando léopard des neiges (en) (~ 400 personnes) |
| Police armée du peuple    | Académie de police spéciale             | Unité commando faucon (brigade)                          |

Outre ces unités indépendantes, l’APL aligne, en 2000, au sein du 15e corps d'armée aéroporté dépendant de l’aviation trois divisions parachutistes (43e, 44e, 45e divisions parachutiste) alignant chacune entre 9 000  et   12 000 hommes et au moins une brigade d’assaut amphibie. Chacune des divisions parachutistes intègre sa propre composante d’opérations spéciales, tout comme celle d’infanterie de marine, qui compte des unités de reconnaissance amphibie et des équipes de plongeurs-démineurs et de nageurs de combat.
Les divisions parachutistes alignent chacune un bataillon de reconnaissance dont les personnels brevetés chûteurs sont utilisés comme éclaireurs ou éléments de reconnaissance avancée, et au moins une compagnie de commandos chargée des actions directes et de sabotage sur les arrières de l’adversaire. Dans l’ordre de bataille de chaque division figurent également une compagnie d’état-major, trois régiments d’infanterie, un bataillon de génie d’assaut, un bataillon d’artillerie, une ou plusieurs batteries antiaériennes, une compagnie de sécurité et une compagnie de guerre chimique.
Les origines des troupes aéroportées de l’APL remontent au lendemain de la guerre civile. Les premières unités parachutistes furent formées au début des années 1950, et cela grâce aux personnels déjà brevetés par les forces armées des États-Unis durant la Seconde Guerre mondiale, qui après avoir servi dans les forces nationalistes du Kuomintang, rallièrent les forces communistes.
À partir de la fin des années 1950, et jusqu’à la rupture des relations entre Pékin et Moscou, l’Union soviétique équipera progressivement deux divisions parachutistes, dont de nombreux cadres avaient déjà une expérience du combat au cours de la guerre de Corée. En 1969, l’APL créa une troisième division parachutiste. Celles-ci constituent le 1er corps parachutiste, qui fait partie de la réserve stratégique.
Durant la révolution culturelle, les parachutistes furent déployés dans le tout le pays pour protéger les principaux sites et infrastructures, ainsi que certains hauts dirigeants communistes.
Comme dans le cas de bien d’autres pays, le service de renseignement militaire chinois, connu sous le nom de Qingbao (anciennement Cheng Pao K'o), possède un service action.
L'unité 8 139 basée à Pékin compteraient plus de dix mille hommes, elle est née de la transformation de l'unité 8 341 dissoute au début des années 1980. Dépendant directement pour l’emploi du département des affaires spéciales, connu comme Tewu ou du département des investigations, appelé Diaochabu du comité du comité central du Parti communiste chinois. Elle est chargée essentiellement des enquêtes confidentielles et des actions clandestines.
Les services de renseignements chinois se composent, en effet, de deux branches distinctes, même si elles sont complémentaires : une gouvernementale, qui dépend du cabinet du conseil d’État (renseignements militaires, sécurité d’État, etc.) ; une sous le contrôle du comité central du PCC.
Il y a une croyance parmi l'analyse militaire occidentale que l'APL est depuis longtemps engagé dans la cyberguerre. Il y a eu une augmentation significative du nombre des cyberattaques de 1999 jusqu'à présent,. L'unité 61 398 créée dans les années 2000 est chargée de conduire des opérations militaires dans le domaine des réseaux informatiques dont des cyberattaques,.

## Force aérienne

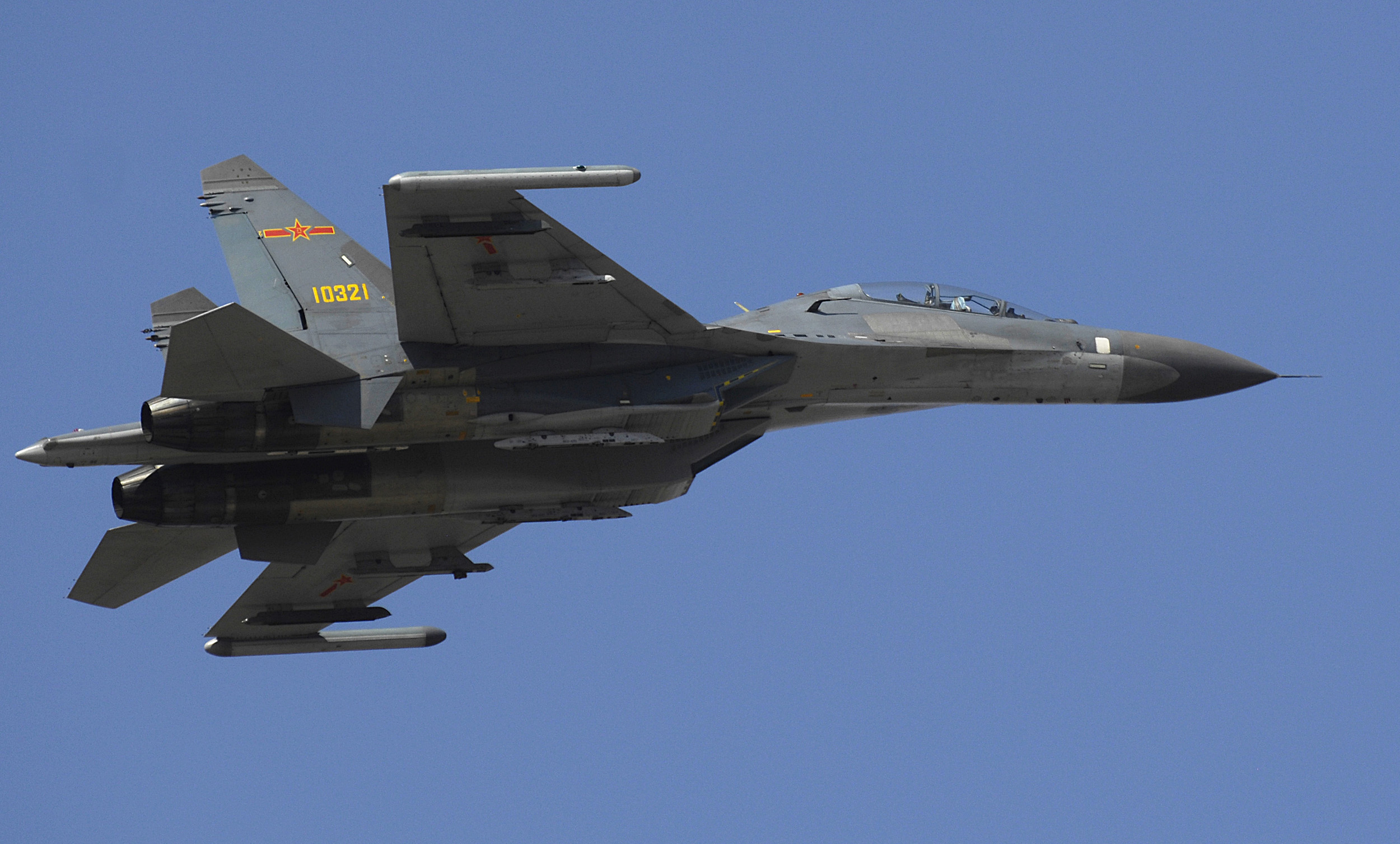
Un Shenyang J-11 en 2007.

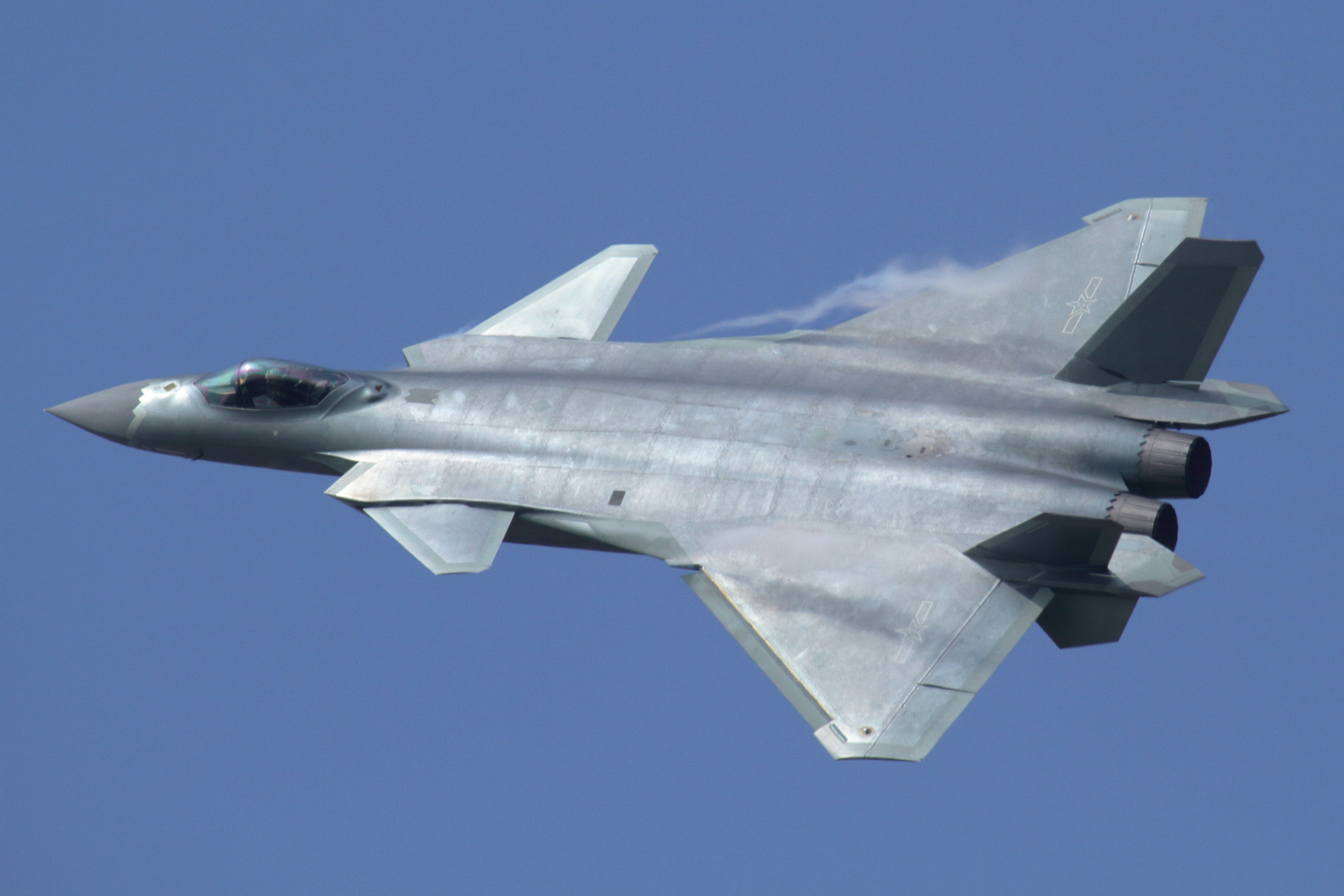
Un Chengdu J-20 en 2016, chasseur chinois dit de 5e génération en cours de développement dans les années 2010.

La Force aérienne chinoise est surtout composée d'appareils d'origine soviétique puis russe. Sa flotte d'avions est très impressionnante puisqu'elle comporte dans les années 2000 plus de 3 000 appareils dont environ 2 300 avions de combat. Cependant, en majorité, ces avions accusent le poids des ans, à l'image des 600 Chengdu J-7 (variante locale du MiG-21) achetés dans les années 1960/1970 et retirés des premières lignes en décembre 2011.
La Chine a modernisé sa flotte en achetant des Su-27 et Su-30 à la Russie puis en développant des versions nationales de ces appareils tels le Shenyang J-11 et le Shenyang J-15 dérivé du Soukhoï Su-33, ce dernier étant destiné aux porte-avions que la Chine met en service depuis 2011.
La Chine a lancé depuis les années 1990 un programme d'avions de combat 100 % national. Ce programme a donné naissance entre autres au Chengdu J-10, un gros avion de 3e génération, qui aurait, selon certains, les mêmes caractéristiques qu'un Mirage 2000. Cette estimation semble cependant très optimiste, cet avion étant le premier à être conçu en Chine, même s'il correspond à un bond technologique, reste de fait très limité dans ses choix technologiques en grande partie à cause de l'embargo sur les équipements militaires, imposé à la Chine après la répression de 1989.
En janvier 2010, un démonstrateur d'avion de 5e génération, le Chengdu J-20, a effectué son premier vol suivi d'un deuxième démonstrateur, le Shenyang J-31 le 31 octobre 2012, un chasseur furtif qui serait particulièrement intéressant pour les pays qui sont coupés des exportations d'armes américaines,.

## Marine de l'Armée populaire de libération

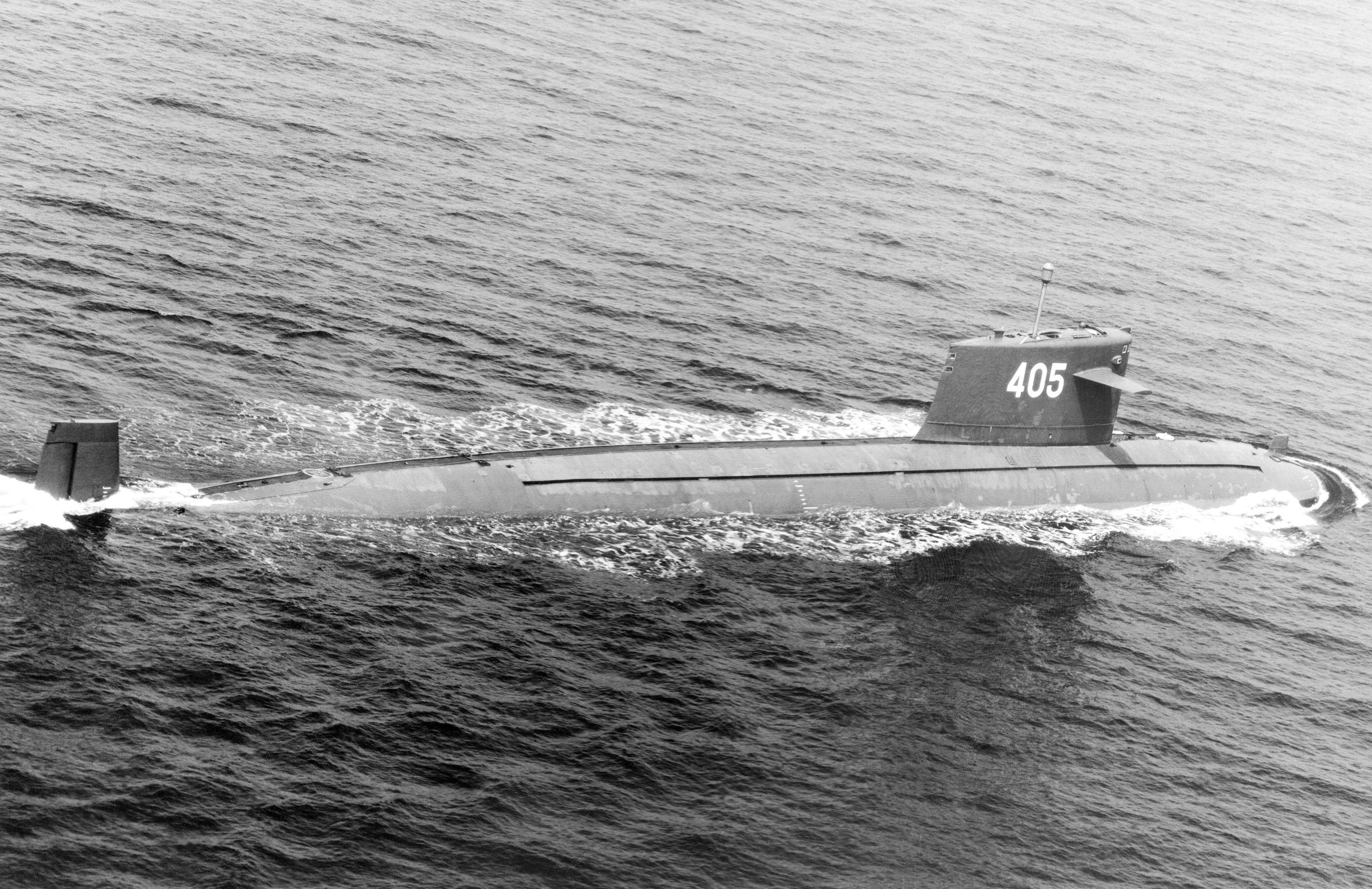
Sous-marin nucléaire d'attaque de la Marine de la république populaire de Chine de type 091.

Dans les années 1980, la Marine de l'Armée populaire de libération (MAPL) était située en deçà du 10e rang mondial. Selon l'almanach Flottes de combat, au 1er janvier 2002, la flotte totalisait 402 830 tonnes de bâtiments et son effectif comptait 268 000 marins dont 25 000 dans l'aéronavale, 28 000 dans la défense côtière et 7 000 fusiliers marins.
La majorité de ses bâtiments étaient alors d'une conception datant des années 1960/70 mais elle a entrepris un énorme effort de modernisation avec, notamment, le lancement en 2004 de plus de 20 grands bâtiments de surface et de 10 sous-marins et l'acquisition de bâtiments et d'armement de pointe russes. Le tonnage a très fortement augmenté et au 1er janvier 2005, la marine de guerre chinoise se hissait au rang de 3e puissance navale mondiale, avec 424 bâtiments de combat pour 788 870 tonnes.
Au 1er novembre 2012, son tonnage atteignait 919 280 tonnes, quasi équivalent à celui de la marine russe qu'elle a dépassée dans les années 2010. Elle dispose dans les années 2010 de tous les attributs d'une grande marine en déployant des SNLE, des sous-marins nucléaire d'attaque et son premier porte-avions désigné Liaoning. Il est rapporté que la construction d'un deuxième porte-avions, le Type 001A de conception locale (dite « indigène »), a été lancée en 2014, au chantier naval Shanghai Jiangnan. Une fois terminé, ce porte-avions sera rejoint par un troisième, le Type 003 déjà en cours de construction à Dalian — donnant à la MAPL deux porte-avions opérationnels prêts au combat. La croissance rapide des forces navales de la Chine est un défi important pour contester le statut de longue date des États-Unis en tant que première puissance navale dans le Pacifique occidental.
Les sous-marins chinois et la transformation du théâtre indo-pacifique

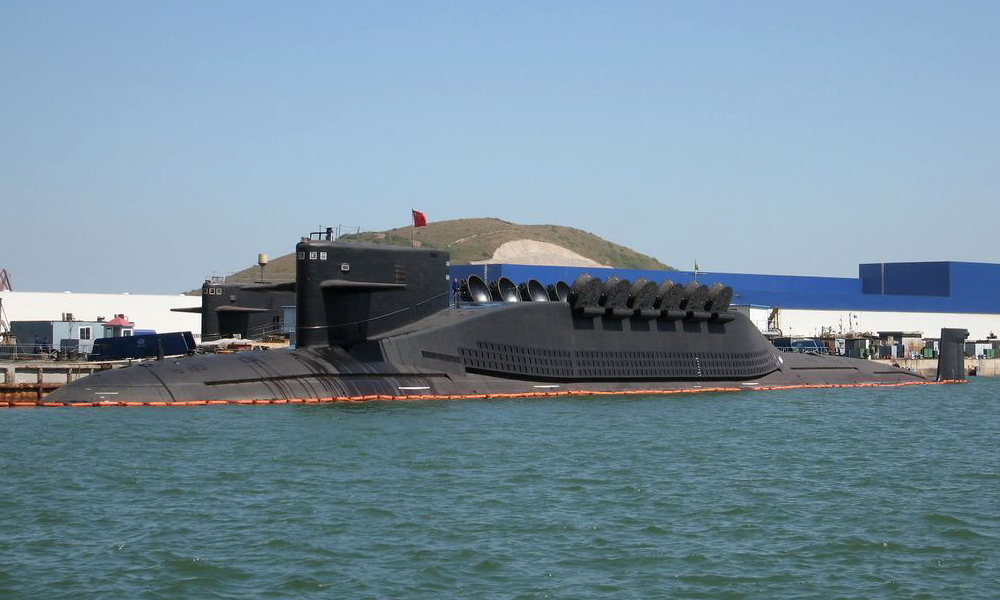
Sous-marin de Type 094, classe Jin.

À l’horizon 2030, la flotte chinoise pourrait être constituée d’une dizaine de SNLE 094 et 096, d’une vingtaine de sous-marins nucléaires d'attaque Type 093 Shang-class submarine (en) et 095, d’une vingtaine de sous-marins AIP et de Type 039A submarine (en). Cette force renouvelée pourrait changer la donne dans la zone indo-pacifique. D’une part, la force stratégique chinoise pourrait lancer un plus grand nombre d'ogives depuis son bastion de la mer de Chine méridionale. D’autre part, les sous-marins nucléaires d'attaque pourront agir en profondeur au-delà des deux premières chaînes d’îles contre des groupes aéronavals américains et en océan Indien pour surveiller les SNLE que New Delhi mettra en service dans les années 2030. Enfin, on ne peut pas exclure que la Chine déploie des missiles balistiques anti-navires depuis ses sous-marins, au risque de franchir la ligne entre le tactique et le stratégique, comme c’est déjà le cas pour la composante balistique terrestre de sa force de missiles. 

## Forces nucléaires

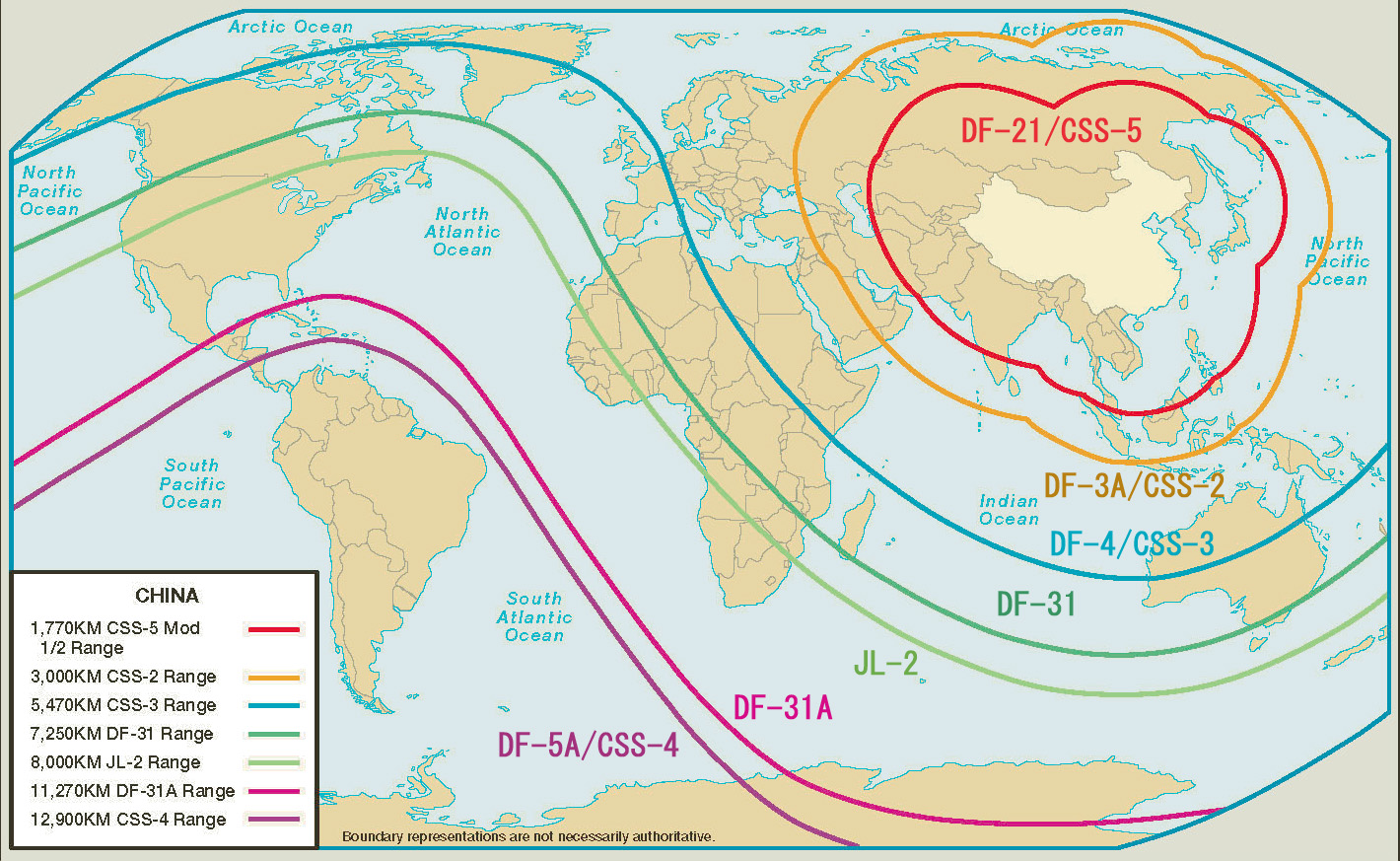
Portée des différents missiles balistiques chinois.

En 1955, la Chine a décidé de procéder à un programme d'armement nucléaire. La décision a été prise après que les États-Unis aient menacé de recourir aux armes nucléaires si la Chine envahit les îles Quemoy et Matsu, couplé avec le manque d'intérêt de l'Union soviétique pour l'utilisation de ses armes nucléaires dans la défense de la Chine.
Après son premier essai nucléaire (la Chine affirme que l'aide soviétique était minimale avant 1960) le 16 octobre 1964, la Chine a été le premier État à engager la « non-utilisation [des armes nucléaires] en premier ». En 1967, la Chine a testé une bombe à hydrogène entièrement fonctionnelle, seulement 32 mois après avoir testé son premier engin à fission. La Chine a réalisé le développement, de la fission à la fusion, le plus court connu à ce jour.
Les forces de missiles balistiques stratégique dépendent depuis le 1er janvier 2016 de la force des missiles (中国人民解放军火箭军) , quatrième branche de l'APL créée à partir du second corps d'artillerie (第二炮兵部队), qui lui-même fut constitué le 1er juillet 1966. Les informations officielles chinoises sont très parcellaires et les observateurs doivent le plus souvent se contenter de spéculations sur les réelles capacités de ce pays.
Un site américain spécialisé dans l'armement nucléaire, www.thebulletin.org, estime en 2008 que la Chine a un arsenal de moins de 200 têtes nucléaires, alors qu'elle en avait 435 en 1993. On faisait état en 2005 d'environ 400 armes nucléaires ce qui est relativement peu par rapport aux arsenaux russes et américains et la place au niveau du Royaume-Uni, mais les ogives stratégiques sont d'une puissance plus importante pour compenser la faible précision de leurs vecteurs, ce qui explique également la portée toute relative de ces vecteurs sachant qu'une partie de ces ogives pèse plus de deux tonnes. Certains organismes pensent que la Chine a produit quelque 600 têtes nucléaires depuis 1964. Mais un rapport de 2011 de l'université de Georgetown spécule que l'arsenal est de 3 600 ogives dont 3 000 dissimulé dans 4 800 kilomètres de galeries souterraines. Fin 2020, la république populaire de Chine est la troisième puissance mondiale en nombre de têtes nucléaires.

### Composition de la force nucléaire
Environ 80 à 130 têtes nucléaires sont déployées à cette date sur des missiles balistiques basés à terre.

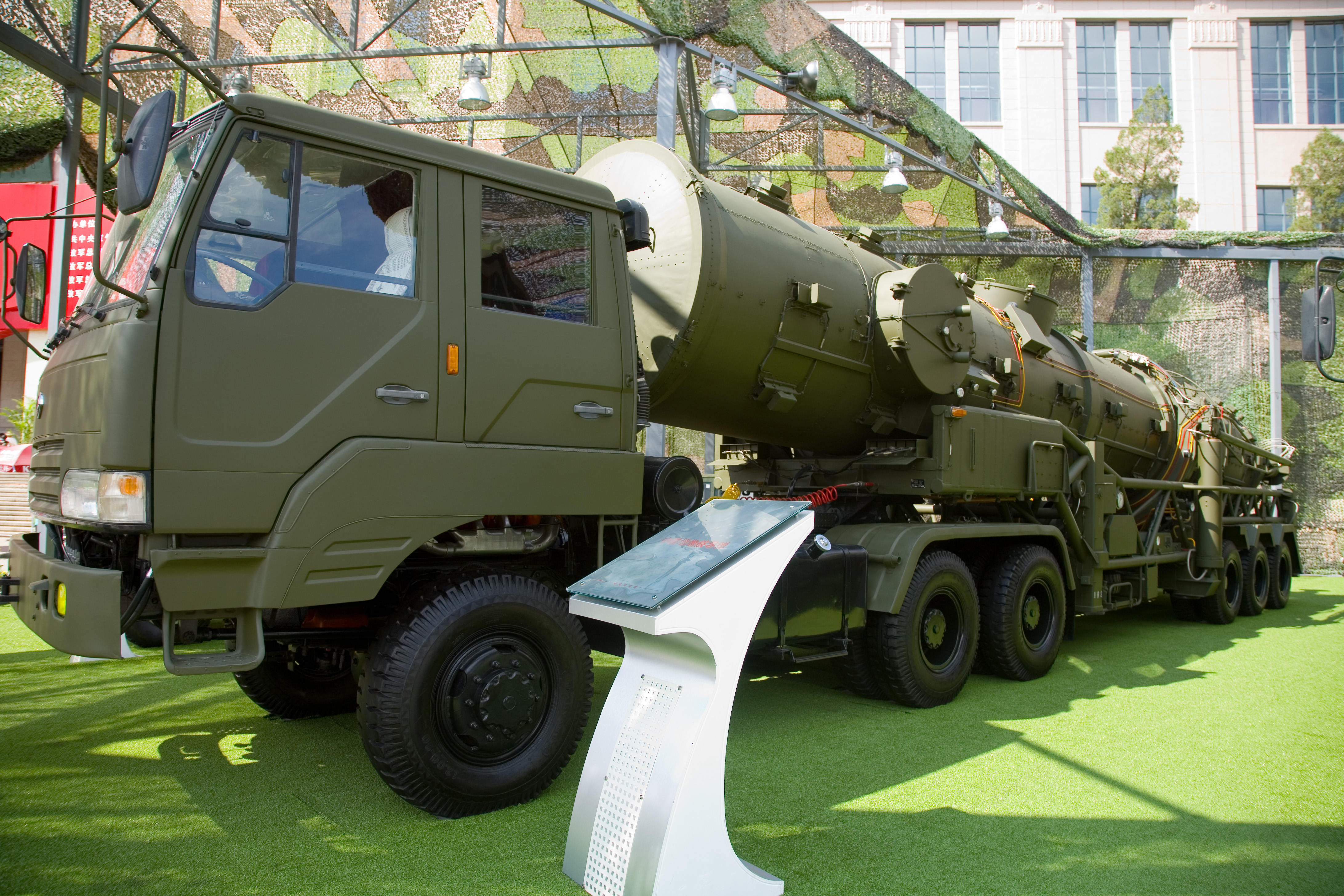
Véhicule lanceur de DF-21A.

- 18 DF-5 Dong Feng (Vent d'Est) (code OTAN : CSS-4). Ces missiles à carburant liquide sont actuellement les seuls à pouvoir frapper le continent américain.
- 12 DF-4 (CSS-3). Ceux-ci peuvent atteindre l'Europe et transportent une ogive d'une masse de 2 tonnes et d'une puissance de 3 mégatonnes.
- 50-100 DF-3 (CSS-2) et DF-21 (CSS-5) MRBM. Il s'agit de missiles de théâtre tirés depuis des lanceurs mobiles. 50 de ces derniers auraient été construits, le nombre de missiles dépend si un seul ou deux sont affectés à chaque lanceur.

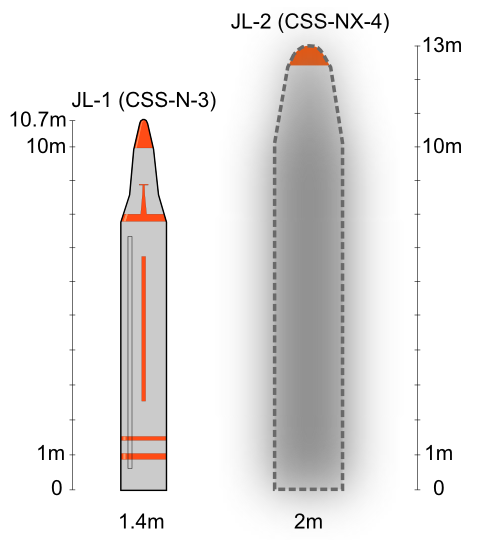
Croquis des missiles mer-sol balistique stratégique Ju Lang 1 et Ju Lang 2.

La composante navale des forces nucléaire se compose en 2005 d'un seul sous-marin nucléaire lanceur d'engins, le type 092 (immatriculé 406), équipé de 12 missiles Ju Lang 1 (CSS-N-3) d'une portée de 3 500 km portant une ogive de 2 mégatonnes. Ce navire fut lancé en 1981 et entra en service en 1987.
En 2017, le premier missile intercontinental à combustible solide, le DF-41, entre en service dans deux brigades. On suppose qu'il peut emporter 10 à 12 ogives. Le missile est présenté au public lors d'un défilé le 1er octobre 2019 lors de la fête nationale.

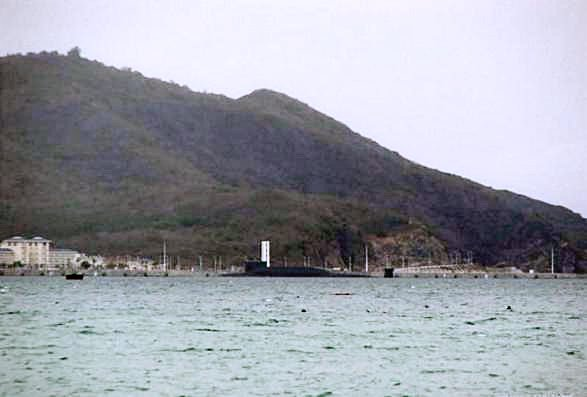
Un SNLE type 094, appelé aussi classe Jin.

Une seconde classe de SNLE, le type 094 équipé de 16 Ju Lang 2 d'une portée de 8 000 km portant soit une ogive de 2,5 mégatonnes ou, selon certaines sources, 3 MIRV de 90 kilotonnes est opérationnelle depuis 2010. En 2015, 4 sont en service et on spécule que 8 le seront en 2020
Le SSB Golf type 31 (immatriculé 200) est un bâtiment d'essais servant aux expérimentations des SLBM ; lancé en 1966, il devait être retiré du service en 2008 mais est toujours en service en 2011.
La force aérienne comprend une centaine de bombardiers Xian H-6, copie sous licence du Tupolev Tu-16.
L'important retard matériel et technologique chinois dans les années en voie rapide de rattrapage explique en grande partie l'augmentation du budget de la défense. Soumise à embargo sur le matériel militaire depuis 1989, la Chine tente de compenser son retard technologique et l'obsolescence de ses matériels. La défense anti-missile déployée par les États-Unis a amputé les capacités de dissuasion nucléaire du pays, les attaques directes sur le territoire américain étant, virtuellement, complètement inefficaces au vu du faible nombre et de l'âge des ICBM capable de l'atteindre. Ainsi le développement de SNLE vise à rendre sa crédibilité à la dissuasion nucléaire chinoise, le coût d'un tel programme, grève d'autant le budget de modernisation des autres équipements.

## Armes indépendantes de l'APL
Le 19 avril 2024, la Force de soutien stratégique (FSS) — créée en 2016 pour s'occuper de nombreux domaines comme le renseignement et l'analyse, l'espace, la guerre électronique, la cyberguerre ainsi que la guerre psychologique — fut dissoute et l'APL se réorganisa autour des quatre armes indépendantes qui s'ajoutent au quatre branches principales de l'APL,,:
- La Force aérospatiale (en), qui reprend les missions spatiale de la FSS;
- la Force cyberspatiale (en), qui reprend les missions de cyberguerre, de guerre électronique et de guerre psychologique de la FSS;
- la Force de soutien d'information (en), qui reprend les missions de la FSS de développement et de soutien des systèmes d'information de l'APL, ainsi que les missions d'intégration de technologies de pointe au sein de l'APL[72];
- la Force de soutien logistique interarmées (zh), déjà existante, qui centralise la logistique de l'APL.

## Implication internationale
En comparaison de ses effectifs, l'armée chinoise a été peu engagée dans les missions de maintien de la paix jusqu'aux années 2010. En 1992, les premiers Casques bleus chinois sont envoyés par l'ONU au Cambodge, intervention du corps du génie.
En voici la liste et les effectifs déployés à la date du 21 octobre 2011 :
- Liban : 344 militaires au sein de la FINUL ;
- Soudan : 322 militaires au sein de la MINUAD ; 1 observateur militaire au sein de la FISNUA (Force Intérimaire de sécurité des Nations unies à Abyei) ; 444 militaires et 12 observateurs militaires au sein de la MINUS ;
- Liberia : 564 militaires et 2 observateurs militaires au sein de la MINUL (ainsi que 17 policiers) ;
- Soudan du Sud : 367 militaires et 10 observateurs militaires au sein de la MINUSS ;
- Timor oriental : 2 observateurs militaires au sein de la MINUT ;
- République démocratique du Congo : 218 militaires et 16 observateurs militaires au sein de la MONUSCO ;
- Côte d'Ivoire : 6 observateurs militaires au sein de l'ONUCI ;
- ONUST : 4 observateurs militaires ;
- Chypre : 2 militaires au sein de l'UNFICYP.

En 2012, elle a été déployée pour la première fois dans ce type de mission une unité d'infanterie et elle est devenue le premier contributeur en personnel parmi les cinq membres permanents du Conseil de sécurité des Nations unies avec une moyenne de 2 000 personnels. Sa contribution au budget du Département des opérations de maintien de la paix est de 3,93 %.

## École de l’Armée rouge
Il existe environ 200 écoles de l’Armée rouge en Chine. Gérées par l'Armée populaire de libération, elles dispensent une éducation patriotique.

## Traditions
Le jour des forces armées est célébré le 1er août, jour de la création de l'Armée populaire de libération.

### Note
1. ↑  Zhang Zhenglu, un ancien lieutenant-colonel de l'Armée populaire de libération, indiqua cette information dans le livre 雪白血红 (Neige blanche, sang rouge (en)), publié en 1989 par la maison d'édition de l'APL et retiré de la circulation au printemps 1990 après que le président Yang Shangkun a déclaré qu'il « insultait le Parti communiste ».